# Hans Baumann (Kaufmann)
Johann Baumann (geboren 17. Dezember 1905 in Wien; gestorben September 1941 in der Gegend von Archangelsk) war ein österreichischer Kaufmann, der vom NS-Regime aufgrund seiner jüdischen Herkunft verfolgt und schließlich, wie seine Eltern und sein Bruder Karl, zu Tode gebracht wurde.

## Leben

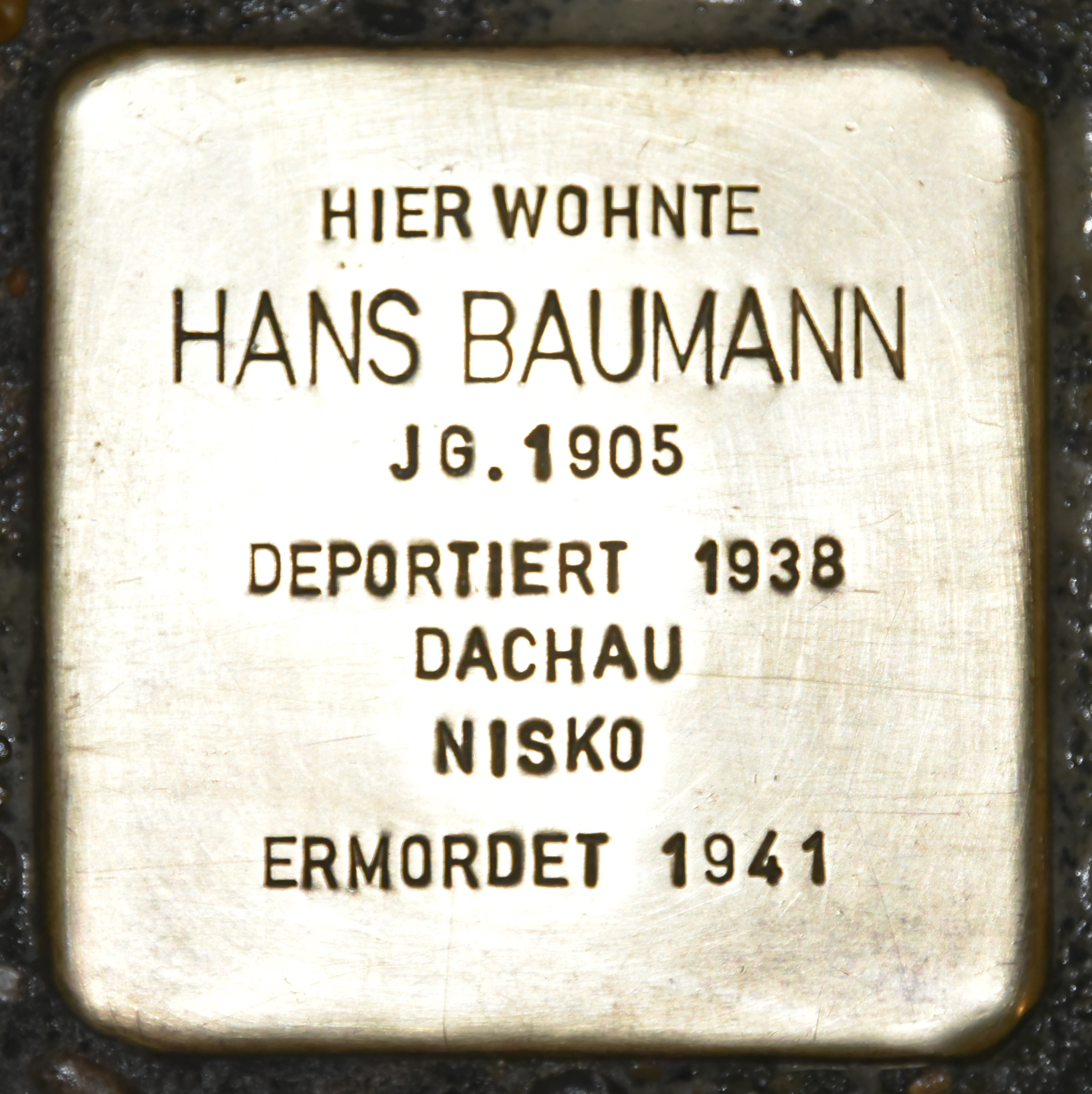
Stolperstein in Aigen-Schlägl.

Hans Baumann war der älteste Sohn von Isidor Baumann (geboren am 13. Oktober 1872 in Zawalów, Galizien) und Elisabeth Baumann, geborene Müller (geboren am 28. April 1884 in Aigen). Er wuchs in Aigen im Mühlkreis mit seinen drei jüngeren Brüdern auf. Seine Eltern betrieben dort ein Geschäft für Waren aller Art, welches Hans später mit seiner Ehefrau Paula Baumann geb. Laus (1910), einer Katholikin, weiterführte. Hans und Paula bekamen zwei Töchter Johanna (1932) und Elfriede (1933). Baumann war ein assimilierter Jude und aktives Mitglied der Gemeinde Aigen im Mühlkreis. Er war an der Gründung der lokalen Rettung maßgeblich beteiligt und engagierte sich bei der Feuerwehr. Er zählte zu den ersten Bewohnern Aigens, die einen Führerschein erwarben, und hatte einen Gewerbeschein für Fotografie.
Während der Novemberpogrome 1938 wurde sein Geschäft von Nationalsozialisten mit der Aufschrift „Nur ein Schwein kauft bei einem Juden ein“ beschmiert. Als er die Parole entfernte, nahm man ihn wegen Beschädigung von Staatseigentum eine Woche lang in Arrest. Danach wurde er ins KZ Dachau deportiert und musste bei eisigen Temperaturen Zwangsarbeit leisten. Mit schweren Erfrierungen kam er im März 1939 für zwei Wochen nach Hause und musste alles für seine Zwangsübersiedlung nach Wien regeln. Seine Töchter waren gerade sieben beziehungsweise sechs Jahre alt. In Wien musste er sich ab April als jüdischer Bewohner registrieren lassen und sich als ehemaliger KZ-Häftling wöchentlich bei der Polizei melden. Einer bezahlten Arbeit durfte er nicht mehr nachgehen. Am 20. Oktober 1939 wurde Hans Baumann im Rahmen des Nisko-Plans mit 911 weiteren Juden mit dem ersten Deportationstransport von Wien ins polnische Nisko zwangsausgesiedelt. Das Versprechen lautete, dort könnten sich die Juden eine neue Existenz aufbauen. Die SS nahm jedoch allen Deportierten noch während des Transportes die Personalpapiere ab. Und am Zielort angekommen, mussten die Deportierten ein Arbeitslager errichten.
Baumann konnte flüchten und gelangte über die deutsch-sowjetische Demarkationslinie. Von der SS gejagt, durchschwamm er bei frostigen Temperaturen den Fluss San und erreichte nach einem Fußmarsch von 180 Kilometer das sowjetisch besetzte Lemberg. Obwohl von Natur aus kräftig und sportlich, plagten ihn die Folgen der Flucht und schweres Rheuma. Im Mai 1940 wurden die Juden von Lemberg neuerlich, diesmal von der stalinistischen Geheimpolizei, verfolgt und eingesperrt. Hans Baumann verschleppte man nach Archangelsk in den Nordwesten Russlands, wo er an Erschöpfung verstarb.

## Schicksal seiner Familienangehörigen
Baumanns Frau Paula konnte das Geschäft weiterführen und die gemeinsamen Töchter aufziehen. Seine Eltern wurden 1942 ins Ghetto Opole deportiert und dort ermordet. Unterschiedlich das Schicksal der drei Brüder:
- Ernst Baumann (1907 geboren) ehelichte 1932 Luisa Süss. Er emigrierte bereits 1935 nach Palästina und verstarb dort 1971.
- Rudolf Baumann (1909 geboren) war 1933 in Wien wohnhaft. Sein Schicksal ist ungeklärt.
- Karl Baumann (1912 geboren) lebte ab 1932 in Prag. Von dort aus wurde er im Juli 1942 ins Ghetto Theresienstadt deportiert, von dort im Oktober 1942 ins Vernichtungslager Treblinka. Er wurde noch vor Jahresende 1942 ein Opfer des Holocaust.

## Gedenken
Am 21. April 2013 verlegte der deutsche Künstler Gunter Demnig vier Stolpersteine vor dem ehemaligen Wohnhaus der Familie Baumann in Aigen-Schlägl. Jeweils einer ist Hans Baumann, seiner Mutter, seinem Vater und seinem Bruder Karl gewidmet.